# Предраг Бјелац
Предраг Бјелац (Београд, 30. јун 1962) српски је глумац.

## Биографија
Завршио је Факултет драмских уметности у Београду 1986. године. Школовао се и у The Lee Strasberg Theatre Institute 1988. године.
Играо је Игора Каркарофа у филму Хари Потер и ватрени пехар.
Значајан део улога остварио је у Чешкој.

## Филмографија
| Улоге Предрага Бјелца |                                  |                     |                              |           |
| Година                | Српски назив                     | Изворни назив       | Улога                        | Напомена  |
| 1985.                 | Шест дана јуна                   |                     | Петар                        |           |
| 1988.                 | Уништавање Анђела                |                     | Ото                          |           |
| 1989.                 | Плави, плави!                    |                     | Пеђа                         |           |
| 1990.                 | Како је пропао рокенрол          |                     | Пеђа                         |           |
| 1991.                 | Причекати                        |                     | Велики                       |           |
| 2000.                 | Харисоново Цвеће                 |                     | Доктор из Вуковара           |           |
| 2002.                 | Криви Невиности                  |                     |                              |           |
| 2003.                 | Коначна Жртва                    |                     | Сајмонс                      |           |
| 2004.                 | Бруцоши у Европи                 |                     | Италијански момак у Ватикану |           |
| 2004.                 | Кад порастем бићу кенгур         |                     | Барон                        |           |
| 2005.                 | Хари Потер и ватрени пехар       |                     | Игор Каркароф                |           |
| 2005.                 | Љубав према судбини              |                     |                              |           |
| 2006.                 | Предсказање                      |                     | Свештеник опсерваторије      |           |
| 2006.                 | Рок у повратку                   |                     | Крестис                      |           |
| 2008.                 | Летописи Нарније: Принц Каспијан |                     | Лорд Донон                   |           |
| 2010.                 | Као рани мраз                    |                     | Никола                       |           |
| 2012.                 | Артиљеро                         |                     | Гане                         |           |
| 2016.                 | Сумњива лица                     |                     | Мојсије                      | ТВ серија |
| 2016–2022.            | Убице мог оца                    |                     | Никола Ковачевић             | ТВ серија |
| 2018.                 | Немањићи - рађање краљевине      |                     | Бертолд IV                   | ТВ серија |
| 2018.                 | Интриго: Драги Агнес             | Intrigo: Dear Agnes | Картејкер Џоунс              |           |
| 2018.                 | Погрешан човек                   |                     | Момир Петровић               | ТВ серија |
| 2020.                 | Груди (филм)                     |                     | Филип                        | филм      |
| 2021.                 | Тајкун                           |                     | Остојић                      | ТВ серија |
| 2021.                 | Швиндлери                        |                     | отац Артемије                | ТВ серија |
| 2021.                 | После зиме                       |                     |                              | филм      |
| 2021.                 | Радио Милева                     |                     | Карло                        | ТВ серија |
| 2021.                 | Црна свадба                      |                     | отац Иларион                 | ТВ серија |
| 2021.                 | Династија                        |                     | Војин Константиновић         | ТВ серија |
| 2022.                 | Господари пакла                  |                     | Лоренц                       |           |
| 2023.                 | Бележница професора Мишковића    |                     | Ричардсон                    | ТВ серија |
| 2024.                 | Време смрти (ТВ серија)          |                     | др Сергејев                  | ТВ серија |
| 2024.                 | Сабља (ТВ серија)                |                     | Војислав Коштуница           | ТВ серија |
| 2022-2024.            | У клинчу                         |                     | арх. Хаџи Поповић            | ТВ серија |